# Sabah FA
Sabah Football Association (malajski Persatuan Bolasepak Sabah) – malezyjski klub piłkarski, grający w Malaysia Super League, mający siedzibę w mieście Kota Kinabalu.

## Historia
Klub został założony w 1963 roku. Klub wywalczył dwa wicemistrzostwa Malezji w sezonach 2001 i 2010. Klub zdobył dwukrotnie Piala Malaysia 1995 roku.

## Sukcesy
- Malaysia Super League
  - wicemistrzostwo (3): 2001, 2010
- Piala Malaysia
  - zwycięstwo (1): 1995
  - finał (3): 1993, 1994, 1998
- Puchar Malezji
  - finał (3): 1996, 2002, 2003
- Liga Perdana
  - zwycięstwo (1): 1996

## Stadion
Domowe mecze klub rozgrywa na stadionie o nazwie Stadium Likas, leżącym w mieście Kota Kinabalu. Stadion może pomieścić 35000 widzów.

## Azjatyckie puchary
Legenda do wszystkich tabel:
- Q – runda eliminacyjna, 1/16, 1/8, 1/4, 1/2 – odpowiednia faza rozgrywek, Grupa – runda grupowa, 1r gr – pierwsza runda grupowa, 2r gr – druga runda grupowa, F – finał, R – runda, PO – play-off
- k. – rzuty karne, los. – losowanie, Dogr. – dogrywka, w. – zasada bramek strzelonych na wyjeździe

| Sezon   | Rozgrywki                 | Runda | Klub                   | Dom | Wyjazd | Ogólnie |
| ------- | ------------------------- | ----- | ---------------------- | --- | ------ | ------- |
| 1995/96 | Puchar Zdobywców Pucharów | 1R    | Hùng Vương An Giang FC | 3-0 | 0-1    | 3-1     |
| 1995/96 | Puchar Zdobywców Pucharów | 2R    | Bellmare Hiratsuka     | 1-2 | 0-5    | 1-7     |